# Guido Cervo
Pour les articles homonymes, voir Cervo.
Guido Cervo (né en 1952) est un romancier italien, auteur de nombreux romans historiques.

## Biographie
Guido Cervo vit à Bergame où il enseigne le droit et l'économie politique.
Tous ses romans furent publiés par la maison d'édition Piemme.
Les histoires de ses romans sont écrites à partir de recherches historiques. Cependant, certains personnages sont inventés.

## Œuvres
Cycle de Valerio Metronio
- Il legato romano (Le Légat romain), Piemme, 2002.
- La legione invincibile (La Légion invincible), Piemme, 2003.
- L'onore di Roma (L'Honneur de Rome), Piemme, 2004.

Autres romans
- Il centurione di Augusto (Le Centurion d'Auguste), Piemme, 2005.
- Il segno di Attila (Le Signe d'Attila), Piemme, 2005.
- Le mura di Adrianopoli (Les Murailles d'Adrianopoli), Piemme, 2006.
- L'aquila sul Nilo (L'Aigle sur le Nil), Piemme 2007.
- I ponti della delizia (Les Ponts du plaisir), Piemme, 2009.